# Pojezierze Dzierzgońsko-Morąskie
Pojezierze Dzierzgońsko-Morąskie  (314.91) – region geograficzny o krajobrazie wysoczyznowo-pojeziernym położony w północnej Polsce, między Malborkiem a Miłomłynem, stanowiący północną część Pojezierza Iławskiego. Występują tutaj jeziora rynnowe, z których największym jest Dzierzgoń (7,9 km²).
Pojezierze Dzierzgońsko-Morąskie zostało wyodrębnione z makroregionu Pojezierza Iławskiego jako mezoregion z indeksem 314.91 w ramach wieloautorskiej regionalizacji fizycznogeograficznej Polski opublikowanej w 2018 roku.

## Środowisko przyrodnicze
Region zajmuje obszar 1982 km² z miastami: Malbork, Kwidzyn, Morąg, Sztum, Dzierzgoń. Graniczy z Pojezierzem Łasińskim, Równiną Iławską, Równiną Olsztynka, Pojezierzem Olsztyńskim, Równiną Warmińską, Żuławami Wislanymi i Doliną Kwidzyńską. Ukształtowanie terenu ma postać falistych wysoczyzn morenowych, urozmaiconych obecnością rynien polodowcowych z jeziorami, przy czym najwyższe wzniesienie morenowe dochodzi do wysokości 198 m n.p.m. Poza Dzierzgoniem, największymi jeziorami są Ewingi (4,9 km²) i Dąbrówka (2,5 km²). Główne cieki odwadniające terytorium regionu to: Osa, Dzierzgoń i Kanał Elbląski.
Region ma charakter krainy rolniczej z urodzajnymi glebami brunatnymi wykształconymi na glinach zwałowych, choć pojawiają się też mniej korzystne pod uprawy rolne utwory płowe i rdzawe. Lasy zajmują niewielki areał (ok. 20% powierzchni). Południowy skrawek regionu znajduje się w zasięgu Parku Krajobrazowego Pojezierza Iławskiego. Funkcjonuje też kilka rezerwatów przyrody, w tym Niedźwiedzie Wielkie z naturalnym siedliskiem buka oraz Zielony Mechacz z torfowiskiem wysokim i stanowiskiem maliny moroszki.

## Różnice w podziałach geograficznych
W podziale fizycznogeograficznym Polski według Jerzego Kondrackiego z 1994 roku, makroregion Pojezierza Iławskiego nie był podzielony na mezoregiony. Geograf Rafał Kot (Uniwersytet Mikołaja Kopernika w Toruniu) wyszczególnił w tym makroregionie trzy mezoregiony – Równinę Iławską z równinną rzeźbą terenu, przewagą piasków w podłożu i lasów w pokryciu; oraz rozdzielone doliną Liwy pojezierza Dzierzgońsko-Morąskie i Łasińskie, gdzie dominuje rzeźba wysoczyznowa i użytki rolne na podłożu gliniastym. Podział ten przyjęto w wieloautorskiej regionalizacji fizycznogeograficznej Polski z 2018 roku.